# Премия Президента Российской Федерации для молодых деятелей культуры
Премия Президента Российской Федерации для молодых деятелей культуры присуждается ежегодно гражданам Российской Федерации за создание талантливых произведений литературы и искусства, реализацию творческих и исследовательских проектов в сфере культуры (литературы, архитектуры, дизайна, кинематографии, изобразительного, декоративно-прикладного, музыкального и театрального искусства, библиотечного дела, музейной и издательской деятельности, художественного образования, сохранения объектов культурного наследия, сохранения и развития национальных культур народов Российской Федерации), являющихся значительным вкладом в культуру Российской Федерации.

## Порядок присуждения
Премия состоит из денежного вознаграждения в размере 5 млн. рублей, диплома, почётного знака лауреата и удостоверения к нему, а также фрачного знака лауреата премии президента РФ. Премия может присуждаться как одному соискателю, так и коллективу соискателей, состоящему не более чем из трёх человек. В случае присуждения премии коллективу соискателей денежное вознаграждение делится поровну между лауреатами этой премии, а диплом, почётный знак и удостоверение к нему, а также фрачный знак вручаются каждому из лауреатов.
Право выдвигать кандидатуры на соискание премии президента Российской Федерации имеют:
- лауреаты Ленинской премии, Государственной премии СССР в области литературы и искусства, Государственной премии Российской Федерации в области литературы и искусства;
- действительные члены Российской академии наук, Российской академии образования, Российской академии архитектуры и строительных наук, Российской академии художеств;
- обладатели почётных званий «Народный артист СССР», «Народный артист Российской Федерации», «Народный художник СССР», «Народный художник Российской Федерации», «Народный архитектор Российской Федерации»;
- художественные, учёные и научные (научно-методические) советы организаций культуры, научных и образовательных организаций[1].

## Лауреаты премии
За 2010 год
Премии в 2011 году удостоены:
- Дарима Базарова — «за вклад в сохранение историко-культурного наследия республики с использованием современных информационных технологий»
- Мария Маркова — «за вклад в развитие традиций российской поэзии»
- Екатерина Мечетина — «за вклад в развитие традиций российского музыкального искусства и высокий уровень исполнительского мастерства».

За 2011 год
Премии в 2012 году удостоены:
- Венера Гимадиева — "за выдающееся исполнительское мастерство, обогащающее и развивающее традиции отечественной вокальной школы
- Мансур Мусаев — «за вклад в развитие и пропаганду национального искусства, реализацию миротворческих проектов»
- Арсений Чакрыгин — «за вклад в развитие отечественной архитектуры, формирование профессиональной коммуникативной среды с использованием современных информационных технологий».

За 2012 год
Премии в 2013 году удостоены:
- Ольга Малышко — «за вклад в развитие краеведения, обеспечение интеграции информационных ресурсов Алтайского края в глобальное информационное пространство»
- Юлия Пересильд — «за вклад в развитие отечественного театрального и киноискусства»
- Евгений Соседов — «за вклад в сохранение исторического облика Подмосковья»

За 2013 год
Премии в 2014 году удостоены:
- Анна Аглатова — «за вклад в развитие отечественного музыкального искусства»
- Антон Иванов — «за вклад в сохранение и восстановление памятников истории и культуры»
- Павел Матвиец — «за вклад в развитие отечественного музейного дела»

За 2014 год
Премии в 2015 году удостоены:
- Сергей Волобуев, Олег Габышев и Дмитрий Фишер, солисты «Театра балета Бориса Эйфмана» — «за развитие традиций отечественного хореографического искусства».
- Александр Горбунов, Василий Кулыгин, Алексей Лялин, артисты Омского Северного драматического театра — «за участие в создании Омского государственного Северного драматического театра имени М. А. Ульянова».
- София Гевейлер, Дмитрий Петров — «за воплощение гуманистических идеалов в документальном фильме о Паралимпийских играх „Дух в движении“».

За 2015 год
Премии в 2016 году удостоены:
- Владислав Лаврик — «за развитие традиций и популяризацию духового искусства»
- Евгения Лоцманова — «за развитие отечественного искусства иллюстрации»
- Елена Чебурашкина — «за развитие отечественного дизайна и художественного образования»

За 2016 год
Премии в 2017 году удостоены:
- Вера Лагутенкова — «за вклад в развитие отечественного художественного образования и просветительскую деятельность»,
- Антон Шагин — «за исполнение ролей классического и современного репертуара в театре и кино»,
- Виктор Шалай — «за вклад в сохранение и популяризацию исторического и культурного наследия, создание современных музейных экспозиций».

За 2017 год
Премии в 2018 году удостоены:
- Дина Великовская — «за вклад в развитие отечественного анимационного искусства»,
- Софья Кондратьева — «за создание и реализацию инновационных музейных проектов»,
- Денис Родькин — «за вклад в сохранение, приумножение и популяризацию достижений отечественного хореографического искусства».

За 2018 год
Премии в 2019 году удостоены:
- Николай Переслегин — «за вклад в развитие отечественной архитектуры, сохранение культурного наследия»,
- Валентин Урюпин — «за вклад в развитие отечественного музыкального искусства»,
- Сергей Чехов — «за вклад в развитие традиций отечественной театральной школы».

За 2019 год
Премии в 2020 году удостоены:
- Олег Аккуратов — «за вклад в развитие отечественного музыкального искусства и просветительскую деятельность»,
- Ольга Смирнова — «за вклад в развитие отечественного хореографического искусства»,
- Максим Шапошников — «за реализацию культурно-просветительского проекта „Всероссийская школа клубной инноватики“».

За 2020 год
Премии в 2021 году удостоены:
- Димитрис Ботинис — «за вклад в развитие традиций российского музыкального искусства, просветительскую деятельность»,
- Эльмир Низамов — «за вклад в продолжение традиций отечественной школы композиции»,
- Анна Чиповская — «за исполнение ролей классического и современного репертуара в театре и кино».

За 2021 год
Премии в 2022 году удостоены:
- Оксана Кардаш — «за выдающееся исполнительское мастерство, развитие традиций отечественного хореографического искусства»,
- Софья Кипрская — «за вклад в развитие и популяризацию традиций отечественной арфовой школы»,
- Дмитрий Сердюк — «за вклад в развитие отечественного театрального искусства, сохранение и популяризацию исторического и культурного наследия России».

За 2022 год
Премии в 2023 году удостоены:
- Айдар Заббаров — «за вклад в развитие отечественного театрального искусства»;
- Екатерина Пильникова — «за серию скульптурных произведений, посвящённых выдающимся представителям русской культуры и искусства»;
- Сергей Полунин — «за вклад в развитие и популяризацию отечественного хореографического искусства».

За 2023 год
Премии в 2024 году удостоены:
- Алексей Крюков — «за вклад в сохранение и развитие традиций русской реалистической художественной школы»
- Менги Ондар — «за вклад в сохранение, развитие и популяризацию культурного наследия тувинского народа»
- Александр Рамм — «за вклад в развитие отечественного музыкального искусства, просветительскую деятельность».

## Галерея
- Д. Медведев с лауреатами премии 2011 года
- Вручение премии М. Марковой
- Вручение премии В. Гимадиевой
- Лауреат 2012 года 
Юлия Пересильд
- Лауреат 2013 года 
Анна Аглатова